# Центр мобільності Windows
Центр мобільності Windows (англ. Windows Mobility Center) — компонент Microsoft Windows, вперше включений у Windows Vista. Дозволяє централізовано переглядати найбільш релевантну інформацію, пов'язану з мобільним використанням комп'ютера.

## Огляд
Центр мобільності дозволяє управляти всім, що пов'язано з мобільними комп'ютерами та має низку кнопок, кожна з яких містить інформацію про компонент системи, так само як і про дії, які можна зробити з цим компонентом. Які кнопки з'являться — цілком залежить від системи. Windows Vista і Windows 7 містить такі кнопки:
- Налаштування яскравості екрану;
- Налагодження та вимикання звуку;
- Стан батарей і вибір плану енергозбереження;
- Стан та поточна якість бездротового підключення;
- Поворот екрану;
- Підключення зовнішнього дисплею;
- Синхронізація з іншими комунікаторами;
- Налаштування презентації;
- Додаткові компоненти можуть бути додані сторонніми виробниками.

У Windows 8 кнопка «стану та поточна якість бездротового підключення» була видалена з центру мобільності.
Центр мобільності Windows розташований у панелі управління і може бути також запущений за допомогою комбінації клавіш Win + X. Він недоступний на немобільних комп'ютерах, тим не менш можна його додати за допомогою ключа реєстру. Центр мобільності Windows включений у всі редакції Windows, за винятком Starter.

## Налаштування
Центр мобільності Windows може бути змінений, використовуючи розширення, звані «Тайл». Ці зміни можуть робити тільки OEM-партнери, згідно з документацією від Microsoft, але деякі розширення доступні в мережі, як не-OEM.